# Walckenaeria maesta
Walckenaeria maesta este o specie de păianjeni din genul Walckenaeria, familia Linyphiidae, descrisă de Millidge, 1983. Conform Catalogue of Life specia Walckenaeria maesta nu are subspecii cunoscute.